# Franziska Sperr
Franziska Sperr (geboren 1949 in München) ist eine deutsche Journalistin und Schriftstellerin.

## Leben und Wirken
Franziska Sperr studierte Politikwissenschaft, Philosophie und Amerikanistik an der Ludwig-Maximilians-Universität München und schloss als Magister Artium ab. Zwischen 1980 und 1987 arbeitete sie als Redakteurin bei der L'80. Zeitschrift für Literatur und Politik. In der Münchener Kommunalverwaltung war sie von 1998 bis 2001 Pressesprecherin des Kulturreferenten Julian Nida-Rümelin. Seither arbeitet sie wieder als freiberufliche Autorin, Journalistin und Übersetzerin. Sperr ist seit 2005 Mitglied des Deutschen PEN-Zentrums. Von 2013 bis 2019 war sie dessen Vizepräsidentin und Beauftragte für das Programm Writers in Exile.
Für ihren Einsatz für verfolgte Journalistinnen und Schriftsteller wurde ihr 2020 das Bundesverdienstkreuz am Bande verliehen.
Sperr hat eine Romanbiografie über Franziska zu Reventlow, einen Roman und einen Band Erzählungen veröffentlicht, sowie eine Reihe von Feuilletonbeiträgen. Sie übersetzt aus dem Englischen und Französischen, so das Buch über die Rolle der Frauen in Indien der amerikanischen Journalistin Elisabeth Bumiller.
Sperr ist mit Johano Strasser verheiratet, hat mit ihm zwei inzwischen erwachsene Kinder und lebt am Starnberger See.

## Werke
- Die kleinste Fessel drückt mich unerträglich. Das Leben der Franziska zu Reventlow. Romanbiographie, Goldmann, München 1995
- Stumm vor Glück. Erzählungen, Knaus, München 2005
- Das Revier der Amsel. Roman, Fahrenheit Verlag, 2008
- München. Eine Stadt in Biographien. MERIAN porträts im Verlag Travel House Media 2012

## Übersetzungen
- Elisabeth Bumiller:  Hundert Söhne sollst du haben ... Frauenleben in Indien. Aus dem Amerikan. von Franziska Sperr. München: Knesebeck 1992